# No More Sleep
No More Sleep je studiové album německého trancového dua producentů a DJů Cosmic Gate. Album vyšlo v Německu 15. července 2002.

## Seznam skladeb
| Pořadí | Název                                   | Featuring                | Délka |
| ------ | --------------------------------------- | ------------------------ | ----- |
| 1.     | Welcome                                 |                          | 2:48  |
| 2.     | The Truth (7")                          | Michael "Ameer" Williams | 3:35  |
| 3.     | Milky Way                               |                          | 6:10  |
| 4.     | No More Sleep                           |                          | 5:11  |
| 5.     | Back To Earth (7")                      |                          | 3:46  |
| 6.     | The Wave                                |                          | 5:34  |
| 7.     | Raging (Storm)                          | Jan Johnston             | 6:59  |
| 8.     | Human Beings (Album-Mix)                |                          | 5:57  |
| 9.     | Hardcore (7")                           |                          | 3:47  |
| 10.    | Just A Tone                             |                          | 5:33  |
| 11.    | Rok Da Houze!                           | Errik Schmeier           | 6:09  |
| 12.    | Exploration Of Space (New Club 10" Mix) | Natascha Romboy          | 5:45  |